# Pierrerue (Hérault)
Pierrerue (okzitanisch: Pèirarua) ist eine französische Gemeinde mit 293 Einwohnern (Stand: 1. Januar 2022) im Département Hérault in der Region Okzitanien (vor 2016: Languedoc-Roussillon). Sie gehört zum Arrondissement Béziers und zum Kanton Saint-Pons-de-Thomières. Die Einwohner werden Pierrerunais genannt.

## Geographie
Die Gemeinde Pierrerue liegt an der Vernazobre, etwa 21 Kilometer westnordwestlich von Béziers in den südlichsten Ausläufern des Zentralmassivs. Umgeben wird Pierrerue von den Nachbargemeinden Prades-sur-Vernazobre im Norden und Nordosten, Cazedarnes im Osten und Südosten, Cébazan im Süden, Saint-Chinian im Westen sowie Ferrières-Poussarou im Nordwesten.

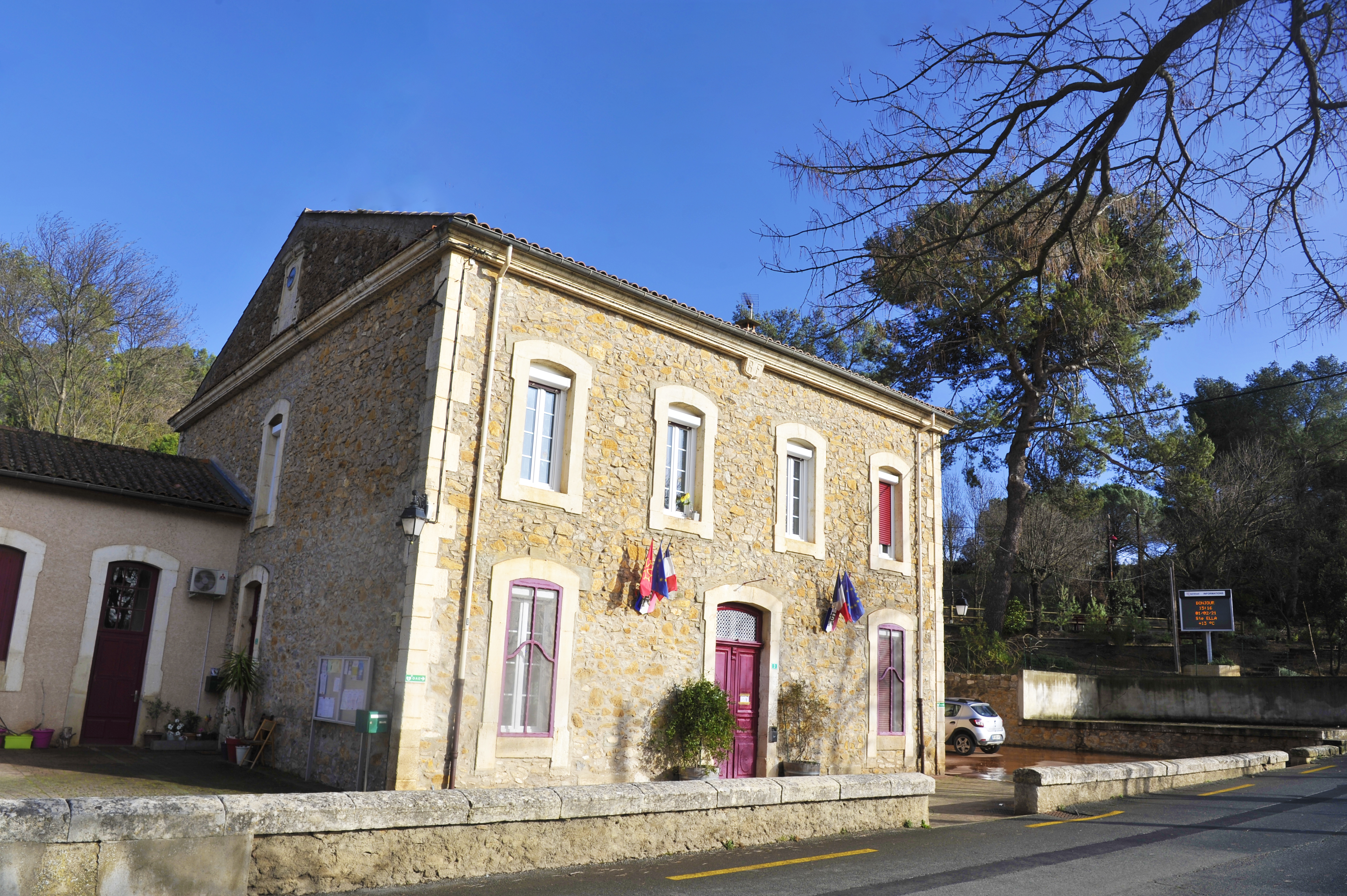
Rathaus (mairie)

## Bevölkerungsentwicklung
| Jahr                       | 1962 | 1968 | 1975 | 1982 | 1990 | 1999 | 2006 | 2013 | 2020 |
| Einwohner                  | 303  | 257  | 242  | 280  | 259  | 264  | 281  | 293  | 292  |
| Quellen: Cassini und INSEE |      |      |      |      |      |      |      |      |      |

## Sehenswürdigkeiten
- Kirche Saint-André